# Trokar
Trokar je druh obvykle ostrého chirurgického nástroje sloužícího k vytváření přístupu do tělních dutin. K tomuto účelu je nástroj vybaven dutým válcem zakončeným obvykle ostře broušeným ostřím. Ostří samo je buď kosé (podobné jako u injekční jehly), nebo trojstranné – to dalo trokaru jméno (z francouzského trois-quarts).
Trokary slouží ke zpřístupnění tělních dutin pro vyšetření (laparoskopie, thorakoskopie, artroskopie), pro zavádění nástrojů, výplachy, zavádění implantátů, punkce či plnění tělních dutin kontrastní nebo separační látkou při vyšetřeních ultrazvukem. K tomuto účelu bývají vybaveny ventilovou technikou v souladu se zamýšleným použitím, vodítky nástrojů a dalšími pomůckami, usnadňujícími činnost operačnímu týmu.
Ve veterinární medicíně se trokar používá při meteorismu, tedy akutnímu nadmutí předžaludků přežvýkavců. Při nadmutí v oblasti střev, např. u koní, králíků a jiných nepřežvýkavých býložravců, trokar nelze použít. Nadmutí předžaludků hrozí zejména při zkrmení namrzlé trávy nebo zapařeného, mokrého sena. Tlak plynů v předžaludcích je pro zvíře velmi bolestivý, pokud nadmuté předžaludky tlačí na plíce, může meteorismus dokonce skončit úhynem. Vhodnou léčbu představuje podání medikamentů proti plynatosti (např. Tympasol), při akutním ohrožení života zvířete pak punkce trokarem. U skotu se punkce provádí v místě na šířku dlaně od páteře, tři nebo čtyři prsty za posledním žebrem. Trokar probodne kůži i stěnu bachoru a vypustí plyn z bachoru. U koz, ovcí a telat je vhodné provádět punkci rovněž za posledním žebrem, ale blíž k páteři. Ránu je vhodné následně ošetřit dezinfekcí. Trokarování je výrazným zásahem do organismu, a proto by se mělo provádět pouze v případě, kdy je zvíře v přímém ohrožení života.